# Ursici
Ursici románul: Ursici, falu Romániában, Erdélyben, Hunyad megyében.

## Fekvése
Lunkány (Luncani) mellett fekvő település.

## Története
Ursici korábban Lunkány (Luncani) része volt.
1966-ban 215 román lakosa volt. 1977-ben 198 lakosából 197 román, 1 magyar volt.
Az 1992-es népszámláláskor 151, a 2002-es népszámláláskor pedig 111 román lakosa volt.